# Jorge André Swieca
Jorge André Swieca (ur. 16 grudnia 1936 w Warszawie, zm. 22 grudnia 1980) – urodzony w Polsce brazylijski fizyk teoretyk specjalizujący się w kwantowej teorii pola.

## Życiorys
Urodził się w Warszawie, po wybuchu II wojny światowej jego rodzina przedostała się przez Związek Radziecki do Japonii, a dwa lata później emigrowała do Brazylii i osiadła w Rio de Janeiro. Po ukończeniu College Mello e Souza rozpoczął studia na Wydziale Fizyki na Uniwersytecie Brazylijskim, obecnie Uniwersytet Federalny w Rio de Janeiro (Universidade Federal do Rio de Janeiro). Ukończył je w 1958, pracę magisterską obronił pod kierunkiem Wernera Güttingera. Od 1959 pracował naukowo na Uniwersytecie w São Paulo, gdzie w 1963 obronił doktorat w oparciu o badania przeprowadzone przez Wernera Heisenberga i jego zespołu z Instytutu Maxa Plancka. W 1968 otrzymał nagrodę Moinho Santista z dziedziny fizyki, był drugim nagrodzonym w historii tego odznaczenia (pierwszym był Jayme Tiomno. Trzy lata później przeniósł się do Papieskiego Uniwersytetu Katolickiego w Rio de Janeiro (Pontifícia Universidade Católica do Rio de Janeiro), gdzie pracował do 1978. Przez ostatnie dwa lata życia był związany zawodowo z Uniwersytetem Federalnym São Carlos w São Paulo (Universidade Federal de São Carlos). Zmarł mając 44 lata w wyniku powikłań po operacji pomostowania aortalno-wieńcowego.
Dla upamiętnienia wybitnego brazylijskiego fizyka jego nazwiskiem nazwano odbywającą się cyklicznie Letnią Szkołę Nauki dotycząca wiedzy o fizyce cząsteczek (Escola de Verão Jorge André Swieca).